# Ogenj
Ogenj je hrvatski etno-punk band koji dolazi iz Koprivnice. Svoj glazbeni put započeli su krajem 2015. godine kao akustični trio, a s vremenom su se razvili u četveročlani sastav koji predstavlja spoj rocka, punka i tradicijske glazbe s podravskim korijenima. Njihov zvuk obogaćen je tamburicom, violinom i lirikom na kajkavskom narječju.
Frontmen Tomislav Mihac Kovačic dolazi iz mjesta Čehovec u Međimurskoj županiji, ali već više od desetljeća živi u Koprivnici, gdje se oženio. Prije je svirao u više sastava, uključujući band Božje ovčice. Band Ogenj osnovan je krajem 2015. godine, a svoj prvi EP „Još je rano”, objavili su godinu dana kasnije. Ime banda, dolazi od kajkavske riječi za oganj, vatru.
Inspiraciju crpe iz izvođača poput: The Pogues, Flogging Molly i Dropkick Murphys, ali i iz vlastitih korijena. Njihovi koncerti poznati su po energiji, emotivnosti i interakciji s publikom.
Bend se sredinom 2023. godine našao u središtu medijske pažnje zbog otkazivanja nastupa u zagrebačkom klubu „Močvara”, gdje su trebali biti predgrupa australskim The Rumjacksima. Organizatori su kao razlog naveli pjesmu „Duša” iz 2020. godine, tvrdeći da propagira pro-life stavove, što nije bilo u skladu s politikom kluba.
Ogenj se ističe kao bend koji spaja tradicijsku glazbu i moderne žanrove, promovirajući kajkavsku kulturu na jedinstven način. Njihova glazba govori o ljubavi, zajedništvu, životu u Podravini, ali i svakodnevnim borbama. Osim što su osvojili domaću publiku, uspješno nastupaju i u inozemstvu, uključujući koncerte u: Njemačkoj, Poljskoj, Austriji i Sloveniji.
Osvojili su 2. mjesto na Dori 2025. s pjesmom „Daj daj”.

## Diskografija
Ogenj su dosad izdali tri studijska albuma:  
- „Domaj” (2018.) – album je osvojio dvije nagrade Porin, za najbolji album etno glazbe i najbolju vokalnu izvedbu.
- „Si kak jen” (2020.)
- „RepubliKaj” (2024.)